# Déjà Vu (canção de Pitty)
"Déjà Vu" é o terceiro single da cantora brasileira de rock Pitty, em seu segundo álbum de estúdio Anacrônico. 
Fez parte da trilha sonora das telenovelas Bicho do Mato e Cúmplices de um Resgate, da RecordTV e SBT, como o tema das antagonistas Ruth e Regina.